# Porta Santo Spirito

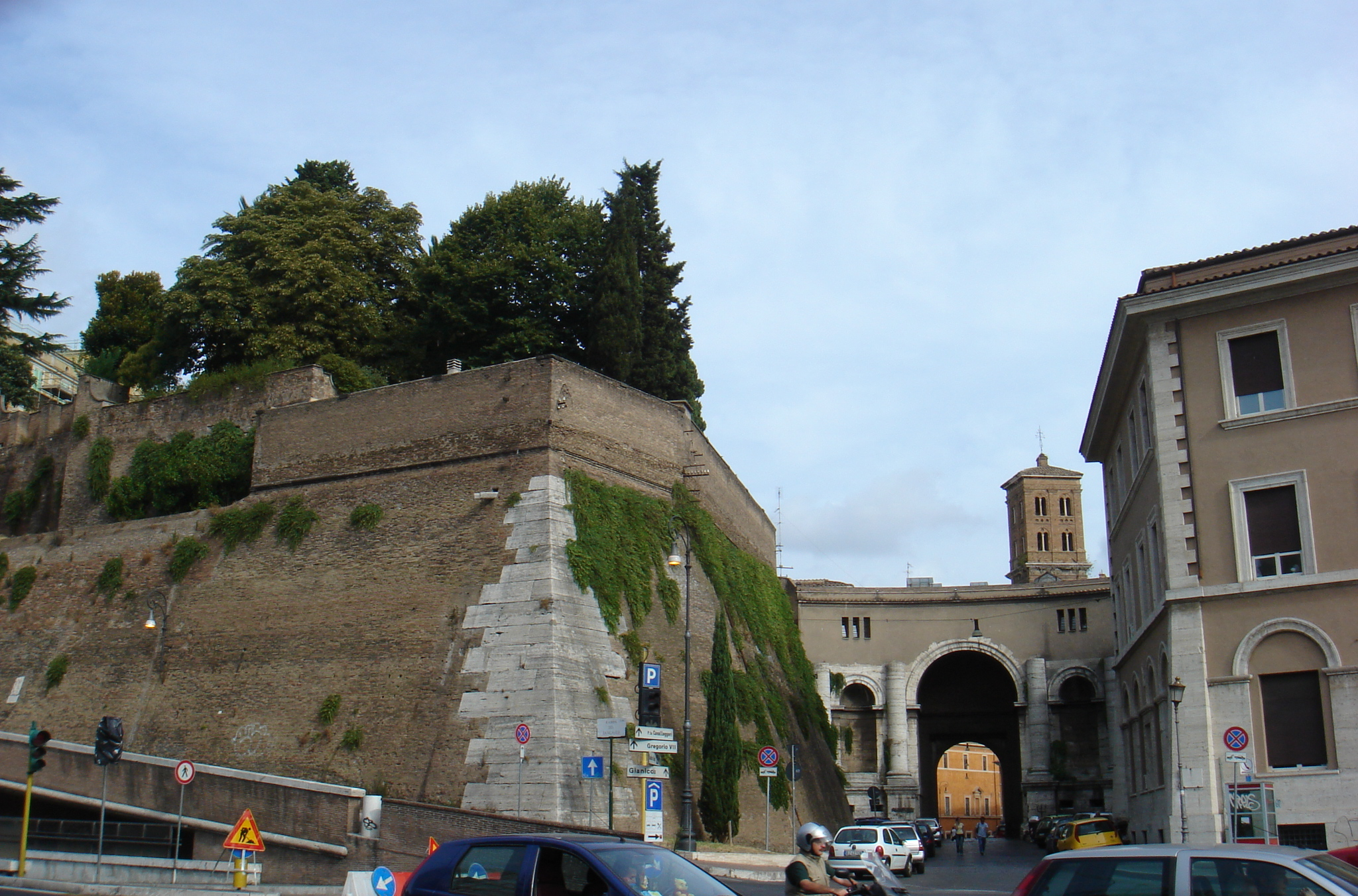
Il bastione del Sangallo e Porta Santo Spirito

Porta Santo Spirito è una delle porte cittadine che si aprono nelle mura leonine di Roma. Si trova alle spalle dell'omonimo ospedale, sull'attuale via dei Penitenzieri, quasi all'incrocio con piazza della Rovere.
È tra le più antiche porte del muro che circonda il Vaticano, essendo infatti contemporanea all'edificazione della cerchia muraria di papa Leone IV, intorno all'850.
Benché fosse l'unico collegamento diretto tra la Basilica di San Pietro e la zona di Trastevere (attraverso la porta Settimiana), e benché fosse l'accesso alla via Aurelia ‘'nova'’, fu aperta inizialmente come passaggio secondario.

## Storia
Il suo nome originario era "posterula Saxonum" (posterula dei Sassoni). Già nel 727, infatti, il re Ine (o Ina) del Wessex, dopo aver abdicato si trasferì a Roma, dove fondò una "schola Saxonum" (il cui scopo era di fornire una preparazione e un'istruzione cattolica al clero e ai nobili inglesi), con annessa chiesa e cimitero. La presenza sassone in quella zona è attestata fino alla fine del XII secolo, quando il re Giovanni Senzaterra donò il complesso della schola per l'edificazione della chiesa di Santa Maria in Saxia (divenuta poi Santo Spirito in Sassia) e dell'ospedale tuttora esistente, di cui già nel 794 era stata iniziata la fondazione. Con l'occasione papa Innocenzo III volle aggiornare anche il nome della porta, che da allora divenne di Santo Spirito.
La struttura subì ovviamente vari restauri e ampliamenti. Fu probabilmente notevole quello operato all'inizio del XV secolo forse da papa Gregorio XII, visto che in una testimonianza del 1409 viene chiamata “Porta Nuova”. All'inizio del secolo successivo papa Alessandro VI ritoccò sensibilmente, tra le altre, anche questa porta e la muraglia circostante, e infine, una quarantina d'anni dopo, anche papa Paolo III operò i suoi interventi servendosi della consulenza e dell'opera di architetti come Michelangelo e Antonio da Sangallo il Giovane. La rinnovata paura di incursioni da parte di pirati saraceni, nonché le nuove tecniche poliorcetiche che prevedevano ormai l'uso massiccio di artiglierie, indussero infatti Paolo III ad interventi di ammodernamento delle mura che avessero anche serie caratteristiche difensive.
Il disaccordo tra i due artisti è ben noto; in proposito sembra che i lavori sulla porta furono eseguiti su un bellissimo progetto del Sangallo, ed il Buonarroti (che li completò dopo la morte del collega, ma in modo frettoloso e approssimativo) pare abbia fatto qualche intervento di tipo disfattista (non potendola demolire) sia per rovinare l'opera dell'antagonista, sia per rifarsi delle feroci critiche che gli venivano rivolte per il progetto di Porta Pia.
Attualmente la porta ha in effetti un aspetto incompiuto (soprattutto nella parte superiore), con le sue nicchie vuote e quasi nascosta dall'imponenza del vicino bastione del Sangallo. E d'altra parte, a distanza di un secolo aveva praticamente esaurito la sua funzione, come la vicina porta Settimiana, trovandosi all'interno della più vasta cerchia delle mura gianicolensi, e non si ritenne di doverla più completare.